# تصفيات كأس العالم 2002

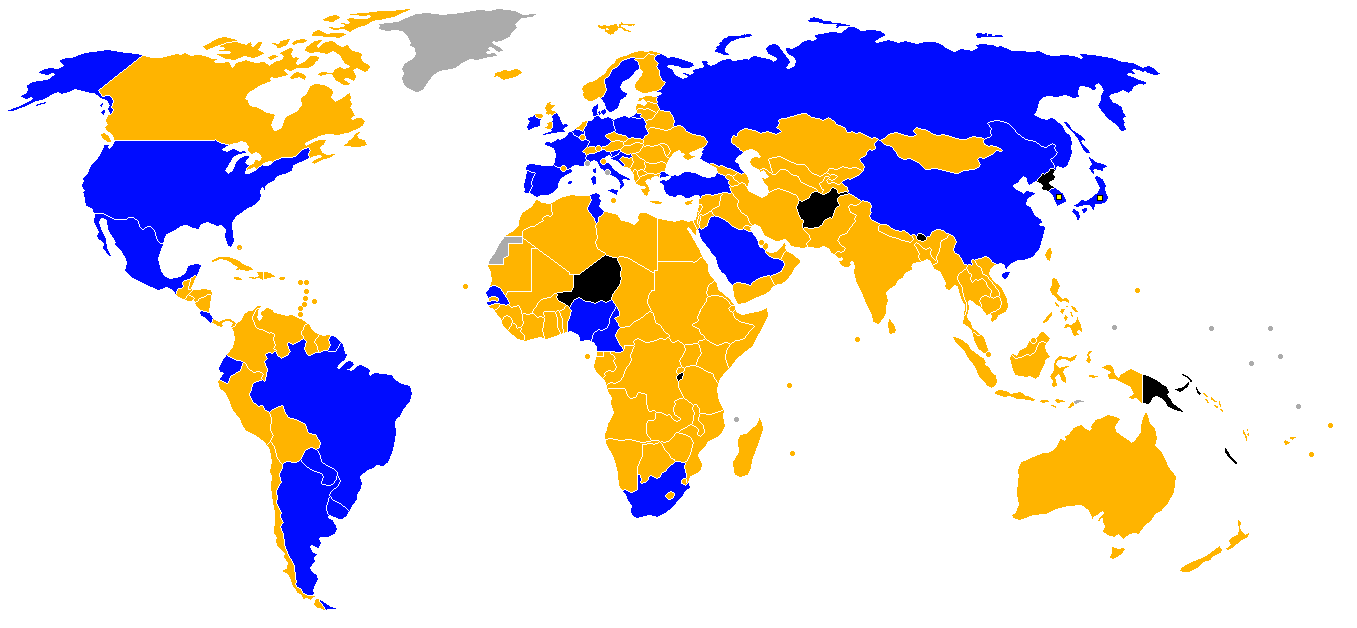
منتخبات تأهلت لكاس العالم
منتخبات فشلت في التأهل
منتخبات لم تخُض التصفيات
دول ليست أعضاء في الفيفا وقتها.

تصفيات كأس العالم لكرة القدم المؤهلة لبطولة 2002 في كوريا واليابان، شاركت في التصفيات 199 دولة من 6 قارات، تأهلت كوريا الجنوبية واليابان للنهائيات وذلك لاستضافتهما للبطولة كذلك تأهلت فرنسا حاملة اللقب في النسخة الأخيرة للنهائيات دون خوض التصفيات (هذه هي المرة الأخيرة التي تتأهل فيها حاملة اللقب للنهائيات دون خوض التصفيات), بدأت هذه التصفيات في 1999.
تم توزيع المقاعد المؤهلة للتصفيات على الشكل التالي تلاثة عشر مقعدا للاتحاد الأوروبي لكرة القدم وخمسة مقاعد للاتحاد الأفريقي لكرة القدم وأربعة مقاعد لاتحاد أمريكا الجنوبية لكرة القدم وثلاث مقاعد لاتحاد أمريكا الشمالية والوسطى والكاريبي وأربعة مقاعد للاتحاد الآسيوي لكرة القدم يتبقى مقعدان واحد بين أوروبا وآسيا والثاني بين أمريكا الجنوبية وبطل قارة أوقيانوسيا.
تأهلت (الصين والإكوادور والسنغال وسلوفينيا) للمرة الأولى في تاريخها، كما أنها للمرة الأولى تتأهل سبع دول حققت البطولة وهي (الأرجنتين والبرازيل وإنجلترا وفرنسا وألمانيا وإيطاليا والأورغواي).

## الفرق المتأهلة
تأهل لهذه البطولة 32 فريق وهم:
آسيا (4)
- الصين (50)
- اليابان (32) (المستضيف)
- السعودية (34)
- كوريا الجنوبية (40) (المستضيف)

أفريقيا (5)
- الكاميرون (17)
- نيجيريا (27)
- السنغال (42)
- جنوب إفريقيا (37)
- تونس (31)

أوقيانوسيا (0)
- None qualified (منتخب أستراليا لكرة القدم eliminated by منتخب أوروغواي لكرة القدم)

أمريكا الشمالية وأمريكا الوسطى (3)
- كوستاريكا (29)
- المكسيك (7)
- الولايات المتحدة (13)

أمريكا الجنوبية (5)
- الأرجنتين (3)
- البرازيل (2)
- الإكوادور (36)
- باراغواي (18)
- الأوروغواي (24)

أوروبا (15)
- بلجيكا (23)
- كرواتيا (21)
- الدنمارك (20)
- إنجلترا (12)
- فرنسا (1)
- ألمانيا (11)
- جمهورية أيرلندا (15)
- إيطاليا (6)
- بولندا (38)
- البرتغال (5)
- روسيا (28)
- سلوفينيا (25)
- إسبانيا (8)
- السويد (19)
- تركيا (22)